# Asociación Uruguaya Amigos del Riel

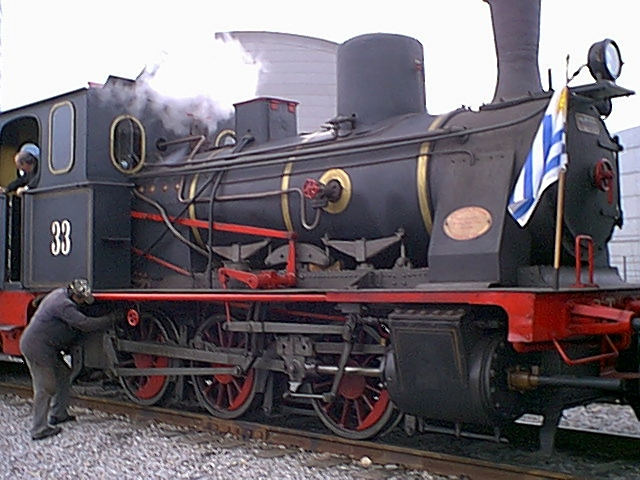
Locomotora de la Asociación Uruguaya de Amigos del Riel ex ANP N.º 1 en el Día del Patrimonio del año 2003, preparándose para partir con un tren de pasajeros.

La Asociación Uruguaya Amigos del Riel (AUAR) es una institución uruguaya  encargada de preservar y proteger el patrimonio y acervo ferroviario del país. Fue fundada el  1 de junio de 1954.

## Finalidades
- La lucha por el mantenimiento, modernización y extensión de los sistemas de transporte por riel, sean urbanos o nacionales, y su correcta inserción en un sistema integrado de transportes.
- El fomento de planes técnicos que resuelvan los problemas del transporte urbano y nacional, inclinándose por la solución del riel.
- La difusión de las virtudes del riel para la correcta información pública.
- El uso y la construcción de modelos en miniatura, el fomento de excursiones y exposiciones.
- El atesoramiento, la protección y cuidado del acervo patrimonial ferroviario.

## Material preservado

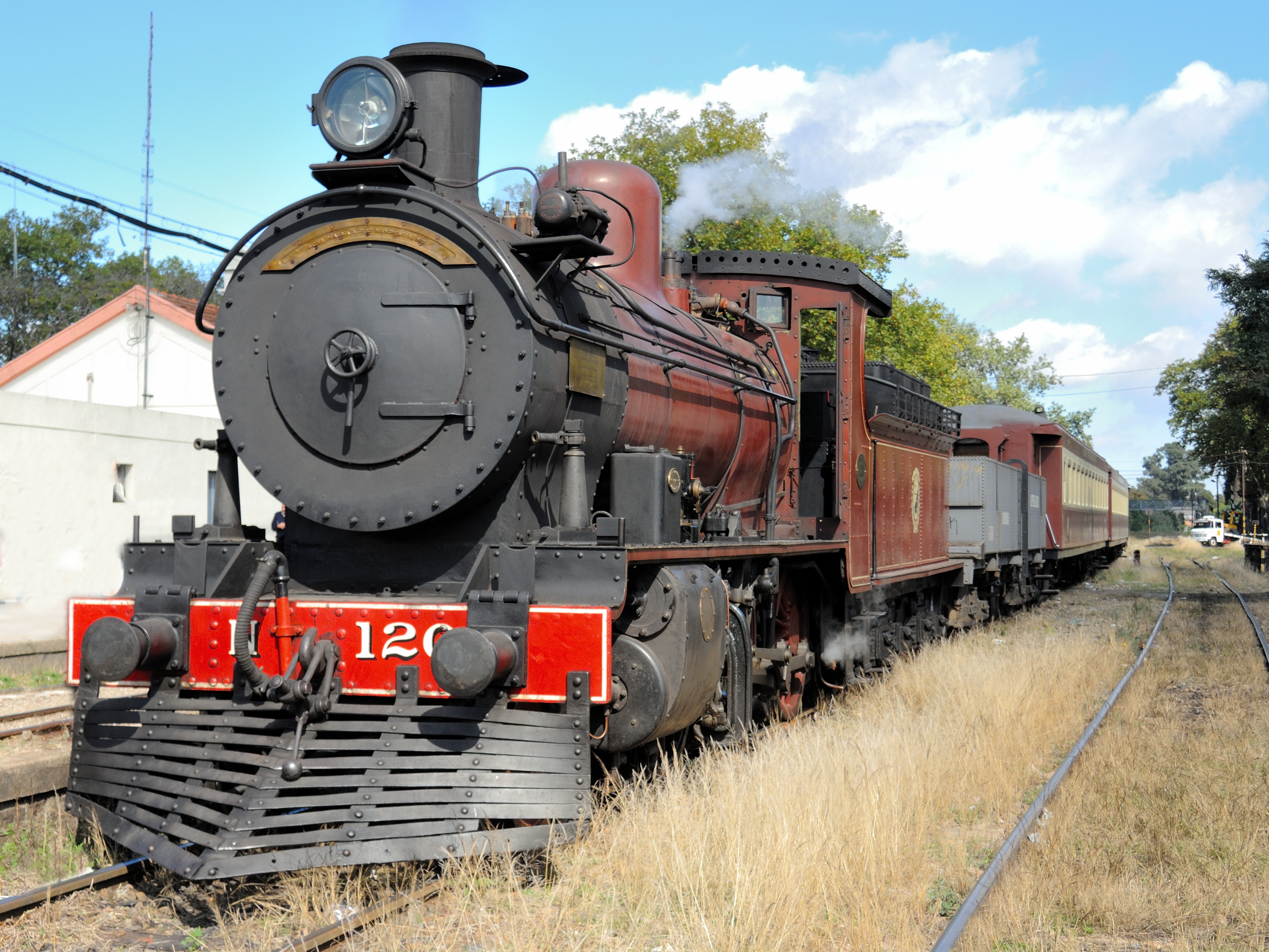
Locomotora a vapor fabricada por Beyer Peacock tipo 2-6-0 Clase "N3" Nº120 de 1910, llevando un tren turístico de pasajeros. AUAR Uruguay 2013

- Locomotora a vapor O&K 0-6-0T N.º 1 de 1912 que fuese propiedad de la Administración Nacional de Puertos.[1] A esta locomotora se le pintó el Nº33 en los lados de la cabina, para la realización de la película "Corazón de fuego", de la cual fue principal protagonista.

- Locomotora a vapor fabricada por Beyer Peacock tipo 2-6-0 Clase "N3" Nº120 de 1910, que fuese propiedad del  Central Uruguay Railway y de la Administración de Ferrocarriles del Estado.[2]
- Locomotora a vapor fabricada por Beyer Peacock tipo 2-6-0T (Tanque) Clase "B1" Nº17.que fuese propiedad del  Central Uruguay Railway y de la Administración de Ferrocarriles del Estado.
- Locomotora diésel eléctrica GE 44 Ton N.º 5 que perteneció también a la Administración Nacional de Puertos .
- Coches reservados N.º 500 y 507 de madera.
- Salones N.º 16 (1º Clase) y 674 (2º Clase) de madera.
- Salones metálicos Allan Rotterdam 1952: dos restaurados de 2º Clase (450 y 452) y dos de 1º Clase (400 y 403) aún sin restaurar.

### Locomotora a Vapor N.º 1[3]
- Fabricante: "ORENSTEIN KOPPEL & ARTHUR KOPPEL".
- N.º de fábrica:5433.
- Año de construcción:1912.
- Tipo de locomotora: Tanque 0-6-0.
- Trocha: 1435 milímetros.
- Caldera (N.º de inspección): N.º 623.
- Superficie de calefacción: 81 metros cuadrados.
- Superficie de parrilla: 1.5 metros cuadrados.
- Presión de timbre: 12 kg/cm².
- Válvulas de seguridad: 2
- Alimentación: 2 inyectores aspirantes.
- Tubos: 172 tubos de calefacción de 3100 mm / 47.6 mm de diámetro.
- Distribución de vapor: Válvulas plantas tipo "ALLEN", actuadas por mecanismo"WALSCHAERT".
- Cilindros de vapor: 2 de 420 × 620 mm.
- Capacidad de agua en tanque: 3000 Litros
- Capacidad de agua en caldera: 2700 Litros nivel medio.
- Combustible: Carbón.
- Diámetro ruedas motrices: 1000 mm.
- Base rígida: 2800 mm.
- Bastidor: de chapa de depósito de agua.
- Freno: de vacío con 1 cilindro "HARDY", clase F, con depósito separado.
- Peso en servicio: 45 Ton.
- Velocidad máxima: 50 km/h a 260 RPM..
- Potencia: 520 HP.
- Fuerza tractiva

En barra de enganche: 9000 kg.
- Mecanismo de suspensión: Muelles combinados con balancín para ejes delanteros. Muelles independientes para eje trasero.
- Dimensiones:

1. Largo 7900 mm.
2. Ancho 2800mm.

- Altura máxima desde el riel 3590 mm.